# Brestov (Malá Fatra)
Brestov (970 m n. m.) je sedlo v Krivánské Malé Fatře na Slovensku. Nachází se v severozápadní rozsoše Suchého (1468 m) mezi vrcholy Kopa (1140 m) na jihovýchodě a Jedľovina (1035 m) na severozápadě. Severovýchodní svahy klesají od sedla do Doliny Kúr, jihozápadní do doliny Hradské. Sedlo je porostlé vzrostlým lesem. Nachází se zde rozcestí turistických tras.

## Přístup
- po zelené  turistické značce z rozcestí Javorina
- po zelené  turistické značce z rozcestí Pod Jedľovinou
- po žluté  turistické značce od Chaty pod Suchým